# Henri Massé
Henri Massé (Luneville, 1886-Sceaux, 1969) fue un orientalista, iranólogo, historiador y traductor francés.

## Biografía
Nació en Luneville el 2 de marzo de 1886. Profesor en la Universidad de Argel entre 1919 y 1927, y más tarde en la École nationale des Langues orientales vivantes. Massé —orientalista, historiador y traductor especializado en el estudio de Irán— falleció en Sceaux el 9 de noviembre de 1969.
Fue autor de obras como Essai sur le poète Saadi (1919), L'islam (1930), Les épopées persanes. Firdousi et l'épopée nationale (1935) o Croyances et coutumes persanes, suivies de contes et chansons populaires (1938), entre otras. Tradujo al francés Le Béharistan de Djami.